# Balmedie
 (janvier 2024).
Balmedie est un village situé dans l'Aberdeenshire, en Écosse.